# Legalismo (teología)
El legalismo (o nomismo), en la teología cristiana, es un término peyorativo que se refiere a poner la ley por encima del Evangelio. La Encyclopedia of Christianity in the United States (Enciclopedia del cristianismo en los Estados Unidos) define el legalismo como un descriptor peyorativo de 'acoplamiento directo o indirecto de comportamientos, disciplinas y prácticas a las creencias con el fin de lograr la salvación y la posición correcta ante Dios', enfatizando la necesidad de 'realizar ciertas hechos para ganar la salvación' en contraposición a la creencia en la salvación por la gracia de Dios, 'otorgada al individuo a través de la fe en Jesucristo'.
Además, el legalismo se refiere peyorativamente al punto de vista, sostenido por algunos cristianos fundamentalistas, de que los cristianos no deben participar en prácticas sociales percibidas como contrarias al testimonio cristiano, como apostar, bailar, consumir alcohol, disfrutar de entretenimiento secular o usar ropa no modesta.
Los fariseos y saduceos, como se describe en los Evangelios, a menudo son considerados legalistas por los cristianos. Históricamente, muchos eruditos cristianos del Nuevo Testamento atacaron al judaísmo por ser supuestamente 'legalista'. Esta acusación ha sido refutada por otros académicos, como E. P. Sanders, que identifican esta crítica como inexacta y ahistórica.
El antinomianismo a menudo se considera lo opuesto al legalismo, con la ética situacional como una posible tercera posición.
En 1921, Ernest De Witt Burton declaró que en Gálatas 2:16 la palabra griega nomos fue 'evidentemente usada ... en su sentido legalista, denotando la ley divina vista como un sistema puramente legalista compuesto de estatutos, sobre la base de la obediencia o desobediencia por las que los individuos son aprobados o condenados como una cuestión de deuda sin gracia. Esta es la ley divina como la definieron los legalistas'.